# Asus MeMO Pad HD 7
Asus MeMO Pad HD 7 (ME173x) — планшетный компьютер на базе операционной системы Android, разработанный Asus. Это второй планшет в серии MeMO Pad. Устройство оснащено 7-дюймовым (180 мм) экраном c разрешением 1280x800 пикселей и углом обзора 170 градусов, процессором MTK8125 частотой 1,2 ГГц, 1 Гб оперативной памяти, а также 16 Гб внутренней памяти, 12 из которых доступны пользователю. По заявлению производителя устройство может работать до 10 часов, благодаря аккумулятору в 4050 мА*ч.

## Приложения Asus
В устройстве предустановлены приложения от Asus: Asus Studio (создание, редактирование и пересылка фотографий), Asus Story (создание многостраничных альбомов с текстовыми подписями), Asus Artist (создание рисунков), Asus To-Do (органайзер), а также Asus Splendid (управление параметрами экрана) и AudioWizard (управление режимами звука).